# Movimento Nazionale Fascista
Il Mişcarea Naţională Fascistă, MNF (in italiano Movimento Nazionale Fascista) è stato un movimento politico romeno.

## Storia
Il partito fu costituito nel 1923 dalla fusione del Fascia Naţională Română e del Movimento Nazionale Fascista Italo-Rumeno.
Con le sue radici che affondano in un gruppo filo-italiano, l'MNF divenne anche sostenitore del modello italiano di fascismo - anche se molti militanti ammiravano i metodi dell'Action française. Il movimento non godette il successo che aveva sperato, in gran parte a causa del suo attaccamento alle influenze straniere, e alla fine è stato sostituito dalla Guardia di Ferro, che ha offerto una più nazionale romena forma di fascismo.